# Eparchia jekaterinodarska
Eparchia jekaterinodarska – jedna z eparchii Rosyjskiego Kościoła Prawosławnego, z siedzibą w Krasnodarze. Wchodzi w skład metropolii kubańskiej. Od 2023 r. nie posiada ordynariusza.

## Historia
We wrześniu 1916 r. Świątobliwy Synod Rządzący postanowił utworzyć w ramach eparchii stawropolskiej autonomiczny wikariat kubański. W maju 1919 r., decyzją obradującego w Stawropolu Południoworosyjskiego Soboru Lokalnego, wikariat został przekształcony w samodzielną eparchię jekaterinodarską i kubańską.
W 2013 r. z eparchii jekaterinodarskiej wydzielono cztery administratury: eparchię armawirską, eparchię jejską, eparchię noworosyjską i eparchię tichoriecką. Jednocześnie z macierzystej i nowych eparchii utworzono metropolię kubańską. W 2018 r. dokonano kolejnego podziału eparchii jekaterinodarskiej – wydzielono z niej eparchię Soczi (która również weszła w skład metropolii kubańskiej).